# Māris Štrombergs
Māris Štrombergs (Valmiera, 10 marzo 1987) è un ciclista di BMX lettone.
Nel 2008, ai Giochi della XXIX Olimpiade, è diventato il primo campione olimpico nella BMX, ripetendosi poi nel 2012 a Londra.

## Palmarès
- 2008

Giochi olimpici, BMX maschile
Campionati del mondo, Prova maschile Elite (Taiyuan)
- 2009

Chula Vista, 3ª prova Coppa del mondo
- 2010

Campionati del mondo, Prova maschile Elite (Pietermaritzburg)
Copenaghen, 2ª prova Coppa del mondo
Fréjus, 4ª prova Coppa del mondo
Classifica finale Coppa del mondo
- 2012

Papendal, 3ª prova Coppa del mondo
Giochi olimpici, BMX maschile

## Piazzamenti

### Competizioni mondiali
- Campionati del mondo di BMX

Taiyuan 2008: vincitore
Adelaide 2009: 4º
Pietermaritzburg 2010: vincitore
Copenaghen 2011: 2º
Medellin 2016: 3º
- Coppa del mondo di BMX

Coppa del mondo 2008: 5º
Coppa del mondo 2009: 9º
Coppa del mondo 2010: vincitore
Coppa del mondo 2016: 3º
- Giochi olimpici

Pechino 2008 - BMX: vincitore
Londra 2012 - BMX: vincitore